# هاندزام الكلاسيكي 2015
هاندزام الكلاسيكي 2015 (بالهولندية: Handzame Classic 2015 )‏ هو سباق دراجات هوائية، وهو الموسم رقم 5 من نفس السباق، وأقيم في 20 مارس 2015، وامتدّ لمسافة 198 كيلومتر، وهو أحد سباقات طواف أوروبا للدراجات 2015، وهو من نوع سباق يوم واحد وهو من نوع سباق الدراجات، وقد شارك في السباق 177 متسابقاً، ووصل إلى نهايته 167 متسابقاً.
فاز فيه بالمركز الأول جياني ميرسمان، وبالمركز الثاني Antoine Demoitié ‏، وبالمركز الثالث تيسج بنوت.

## الفرق
| فرق عالمية (3)- BMC Racing - Etixx-Quick Step - Lotto-Soudal فرق قارية محترفة (6)- CCC Development Team ‏ - Cult Energy Pro Cycling ‏ - رومبوت تشارلز ‏ - سبورت فلاندرين بالويس 2015 ‏ - UnitedHealthcare Pro Cycling (men's team) ‏ - Wanty-Groupe Gobert فرق قارية (14)- Team3M ‏ - An Post–Chain Reaction ‏ - CCT p/b Champion System ‏ - Team Metalced ‏ - سوبرانو هام ايزوريكس ‏ - Delta Cycling Rotterdam ‏ - Joker Fuel of Norway ‏ - Leopard TOGT Pro Cycling ‏ - ميتك-تي كي إتش مانتيل 2015 ‏ - Team Waoo ‏ - Pauwels Sauzen–Vastgoedservice ‏ - Veranclassic–Ago ‏ - فيرانداس ويلمز 2015 ‏ - بنجوال باوليز ساوكس دبليو بي ‏ |  |
| |  |

## وصلات خارجية
- الموقع الرسمي
- هاندزام الكلاسيكي 2015 على موقع إحصائيات الدراجات الإحترافية (الإنجليزية)